# Secret Society (álbum)
Secret Society es el séptimo álbum de estudio de la banda sueca de hard rock Europe. Fue lanzado el 25 de octubre de 2006 por Sanctuary Records.
"Creemos que es uno de los álbumes más fuertes de Europe que se hayan hecho", comentó el vocalista Joey Tempest, "Hay definitivamente más materia melódica en esto. Start from the Dark era muy crudo e hizo una declaración, la cual es buena, pero para nosotros se sentía como un álbum debut en cierta manera, así que nosotros queríamos ampliar un poquito en éste y llevarlo a nuevos niveles".
De este disco solo se publicó un sencillo: “Always the Pretenders”.

## Lista de canciones
1. "Secret Society" (Joey Tempest) – 3:37
2. "Always the Pretenders" (Tempest, John Levén) – 3:55
3. "The Getaway Plan" (Tempest, John Norum) – 3:53
4. "Wish I Could Believe" (Tempest, Mic Michaeli) – 3:35
5. "Let the Children Play" (Tempest, Michaeli) – 4:12
6. "Human After All" (Tempest, Norum) – 4:14
7. "Love Is Not the Enemy" (Tempest, Norum) – 4:19
8. "A Mother's Son" (Tempest) – 4:49
9. "Forever Travelling" (Tempest, Michaeli) – 4:12
10. "Brave and Beautiful Soul" (Tempest) – 3:48
11. "Devil Sings the Blues" (Tempest, Michaeli) – 5:24
12. "Start From The Dark" (live) - bonus track on Japanese edition (VICP-63631).

## Personal
- Joey Tempest – vocal
- John Norum – guitarras
- John Levén – bajo, guitarra
- Mic Michaeli – teclado
- Ian Haugland – batería
- Archie Lamprell – Coros en "Let the Children Play"

### Producción e ingeniería
- Europe – productor
- Lennart Östlund – ingeniería
- Stefan Glaumann – mezcla
- George Marino – masterización
- Peer Stappe – programación lógica
- StormStudios – diseño de portada y fotografía
- Lee Baker – arte
- Dan Abbott – illustraciones
- Erik Weiss - fotografía